# 咬住 (北元)
咬住（?—?），元朝、北元大臣，蒙古族人。
至正二十七年（1367年）八月，以左司員外郎咬住、樞密參議王弘遠為經歷。次年，明朝北伐，咬住随元顺帝北徙。
洪武二十一年（1388年），北元大汗脱古思帖木儿移营到捕鱼儿海（今贝尔湖）附近，咬住奉命留守和林（今蒙古国哈尔和林）。不久和林失守，他与太尉马儿哈咱率残余势力东行计划与脱古思帖木儿会合。脱古思帖木儿被明将蓝玉在捕鱼儿海击败，又被阿里不哥后裔也速迭儿袭击，仅十六骑逃出。咬住和大汗会合后，计划重振北元，因大雪受阻，再次遭到也速迭儿袭击，大汗父子被杀。咬住溃逃，投降明朝。不久叛明，与北元太尉乃儿不花、知院阿鲁帖木儿等在明朝北部边境活动。
洪武二十三年（1390年），明朝燕王朱棣将他收降，明太祖朱元璋封他为副都御史。

## 延伸阅读
[在维基数据编辑]
 《新元史/卷129》，出自柯劭忞《新元史》